# Menny Carrasco
Manuel Alejandro Carrasco de la O, (Chihuahua, Chihuahua, México, 21 de enero de 1983) conocido comúnmente como Menny Carrasco, es un cantante y compositor mexicano, salido del reality show La Academia en 2009, ganador en equipo de Segunda oportunidad e integrante del desaparecido grupo musical "TOBBY" en 2010, en donde lanzó una producción discográfica.

## Biografía
Menny nació el 21 de enero de 1983 en Chihuahua, Chihuahua, México. Es hijo de Eleuterio Carrasco y de la periodista Emma de la O, el menor de sus hermanos Javier y Leslie Carrasco.
A los cinco años comenzó a interesarse por la música y el teatro independiente. En 1989 comienza sus estudios músico/teatrales en la Escuela de Taller de arte donde recibe por primera vez una oportunidad para debutar ante el público abierto en el Teatro Fernando Saavedra en un montaje de la obra Vaselina participando bajo el personaje de Danny Zuko. De aquí en adelante el teatro musical y el canto fueron pieza fundamental en su vida, al extremo de abandonar sus estudios para comenzar una carrera como solista dentro de la música.
Menny se mudó a la ciudad de Querétaro, en esa ciudad hizo el casting para La Academia. Menny se casó con la moreliana Mariana Gómez Forcadell, con la cual tuvieron a Manuel Alejandro Carrasco Gómez; residen en la ciudad de Querétaro.
Ha compartido escenario con artistas de nivel como; Maná, Betto Calleti, Fernando Delgadillo, Alejandro Filio, el Círculo, Conjunto Primavera, Diego Torres, Aleks Syntek, Belanova, Jan, Jeans, Motel, Eduardo Capetillo, entre otros.
También es poseedor del 4.° lugar, así como intérprete otorgado por el ITESM en su concurso Festival de la canción a nivel sistema.

## Inicios
A partir de 1998 comienza una nueva etapa como solista y compositor que lo llevarían a producir una serie de conciertos, bajo su nombre y batuta en distintos teatros de la Ciudad de Chihuahua.
En el 2004 es invitado a participar en el montaje de "El graduado" donde compartirá escenario con Margarita Gralia, Osvaldo Benavides, Paola Nuñez entre otros, bajo la dirección del nominado al Óscar, Felipe Fernández del Paso.

### La Academia (2009)
En septiembre del 2009 da inicio en diferentes ciudades, el casting para formar parte de la generación del reality show de la televisora mexicana TV Azteca, La Nueva Academia.
Menny logra calificar para quedar dentro de los 36 alumnos dando el 4 de octubre su primera presentación ante el público mexicano interpretando la canción Todo cambió del grupo Camila.
Durante su estancia dentro de La Academia tuvo la visita de su esposa Mariana y de su hijo Manuel, así como la oportunidad de conocer a uno de sus artistas favoritos, Alejandro Sanz dándole la oportunidad de poder interpretar en el cuarto concierto una canción del cantante llamada Corazón partido.Sufrió de una descompensación por la baja de presión arterial, combinada con la debilidad de su sistema inmunológico ya que se había sometido a una fuerte medicación de antibióticos debido a una infección que presentaba en las vías respiratorias lo que lo llevó a por primera vez en sus presentaciones ser sentenciado y en peligro de ser expulsado del reality. Después de 11 conciertos logró ser uno de los 7 finalistas que se disputaban el primer lugar en la gran final que se llevó a cabo el 20 de diciembre del 2009 en Tuxtla Gutiérrez, Chiapas, obteniendo el 5.° lugar de la competencia junto con un premio por ser el mejor alumno de La Nueva Academia por sus maestros.

### Canciones interpretadas en La Academia
| Concierto | 1           | 2              | 3      | 4               | 5           | 6      | 7                 | 8                  | 9                    | 10                       | 11                                   | 12                                            |
| --------- | ----------- | -------------- | ------ | --------------- | ----------- | ------ | ----------------- | ------------------ | -------------------- | ------------------------ | ------------------------------------ | --------------------------------------------- |
| Menny     | Todo cambió | No soy el aire | Vuelve | Corazón partido | Ahora quien | Te amo | Princesa tibetana | Cuando seas grande | Cielo y Déjame vivir | TBC y Te solté la rienda | A Dios le pido y Si no estas conmigo | Sueña, Burbujas de amor y Será que no me amas |

Después de su salida se presentó en varios programas de TV Azteca y el 6 de enero fue uno de los varios artistas que se presentaron en el Jugueton realizado por dicha televisora en Mérida Yucatán.

### Gira de La Nueva Academia (2010)

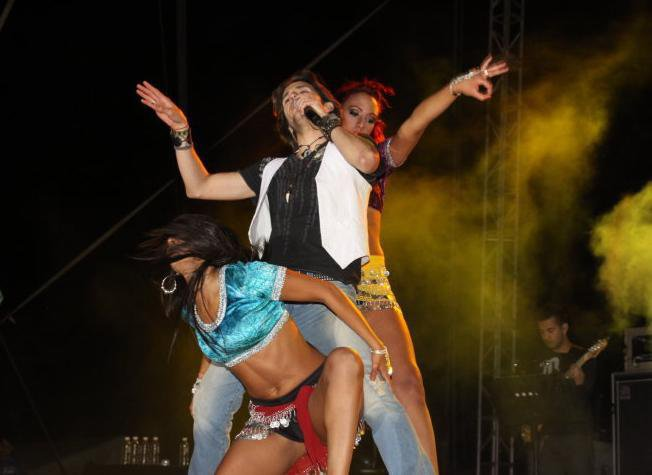
Menny interpretando Princesa Tibetana durante la gira de La Academia.

El 31 de abril se presenta la oportunidad de que los finalistas de La Nueva Academia, Menny, Napoleón, Sebastian, Agustín, Óscar, Fabiola y Giovanna, se presentaron en lo que fue su primer concierto como exacadémicos, en el deportivo de Texcoco, Estado de México, contando con cupo lleno. Interpretando canciones que fueron de sus éxitos en La Academia. Después de esta presentación llegó la más esperada por Menny y sus compañeros en el Auditorio Nacional, donde fue uno de los más ovacionados al interpretar con su amigo Napoleón en el piano, No soy el aire. poniendo al público de pie.

### Segunda oportunidad (2010)
El 21 de marzo de 2010 da inicio un nuevo reality realizado por TV Azteca integrado por 52 egresados de las siete generaciones de La Academia y de la versión U.S.A. de Estados Unidos, divididos en grupos de cuatro integrantes, representando canto, baile, instrumentos y comandado por un capitán en este caso el más popular o más talentoso formando parte así Menny del equipo color amarillo número 4 como capitán, Alejandra Capellini en el rango de baile, Wendolee Ayala en instrumento y Andrea en canto, interpretando el primer domingo de concierto Ni rosas ni juguetes en la versión de Pitbull/Paulina Rubio género coreográfico perdiendo el reto contra el equipo blanco; siendo elegido por los críticos como el encargado para defender a su equipo en el equilibrista, reto en el que se enfrenta un integrante de cada equipo sentenciado para ser salvados, resultando Menny ganador escogido por los críticos llevando a su equipo al siguiente concierto. En el segundo concierto Menny y su equipo interpretan Cásate conmigo de Reyli en el género acústico, yendo acorde con su boda que se realizó un día antes de su presentación, ganando el reto contra el equipo 5 color militar. En el siguiente concierto interpreta junto con su equipo Todo Cambió en versión duranguense, convirtiéndolo en el equipo más votado de la noche y obteniendo el derecho a hacer "switch" en el que cambio a Andrea por su compañero de generación, Agustín Argüello quien estaba a punto de salir con el equipo rojo, llevándolos al siguiente concierto, con una nueva etapa del reality, en la que interpretaron Mientes en género acústico, llevándose el aplauso del público y ganando el reto contra el equipo lila, decidiendo reforzar su equipo cambiando a Alejandra Capellini por Matías Aranda. En el concierto 5, aun bajo la batuta de Menny, el equipo logra una estupenda presentación con la canción La fuerza del corazón de Alejandro Sanz y decide reforzárse con Dulce López, desatando un número de interpretaciones y duelos en empate contra el equipo naranja; el primero de ellos con la canción Suelta mi mano de Sin Bandera, convirtiéndolo en uno de los enfrentamientos más esperados de la noche ya que del equipo opuesto se encontraba Sebastián Martingaste, uno de sus excompañeros de La Nueva Academia, teniendo así que volver a enfrentarse en el siguiente concierto donde interpretaron Llorare las penas de David Bisbal, obteniendo el segundo empate contra el equipo naranja y viéndose obligados a enfrentar un nuevo reto en el género de coplas donde interpretó Aun de Coda. Para los jueces el equipo contrario se convirtió en el ganador del reto decidiendo Sebastián y su equipo por falta de un miembro que se encontraba sentenciado, adherir a Menny y en dado caso a que Israel quien formaba parte del equipo naranja se llegara a salvar pasaría a formar parte de su exequipo amarillo.
Ya con un nuevo equipo, el naranja, integrado por Sebastián, César, Manuel y él, en el concierto 8, al enfrentarse contra el azul turquesa capitaneado por Laura Caro, el equipo pierde tras interpretar Pedro navajas, recibiendo un refuerzo cambiando a César por Wendolee quien se reunió de nuevo con Menny tras haber empezado la competencia en el mismo equipo. Después de haber pasado el reto de baile, el equipo pasa al siguiente concierto donde interpreta Amor, amor de José José en versión de Luis Fonsi, que después de un enfrentamiento triple contra el equipo amarillo y el gris, resultando ganador el equipo capitaneado por Agustín deciden reforzarse y cambiar a Mario Sepúlveda por Sebastian mientras que uno de los compañeros de equipo de Menny estaba sentenciado por no haber respetado las reglas de la casa, el equipo naranja se mantiene sólo con 3 integrantes. Llevando a cabo los enfrentamiento siguientes para seguir en competencia el equipo no logra tener los suficientes votos y provoca que sea el expulsado de la noche teniendo sólo la opción de que el equipo ganador decida adherir o reforzar su equipo. El que tuvo más votos durante la noche fue el turquesa que por indisciplina había perdido también a Napoleón, debido a que fue trasferido al gris por no acatar las reglas, Laura decide adherir a un integrante de los que se encontraban entre ellos Wendolee y Menny, quién el público y sus excompañeros de generación y equipo aclamaba a la capitana que escogiera para su equipo; después de una gran tensión en el estudio, Laura decidió rescatar a Menny y rechazar a su amiga Wendolee, llegando con un nuevo equipo, a la semifinal donde interpretarían Puedes llegar contra el equipo amarillo, el equipo turquesa pierde el reto y Agustín decide reforzar su equipo cambiando a Matías por Menny, el cual era uno de los sueños que cada uno de los integrantes de este deseaba que sucediera, yendo juntos rumbo a la gran final.

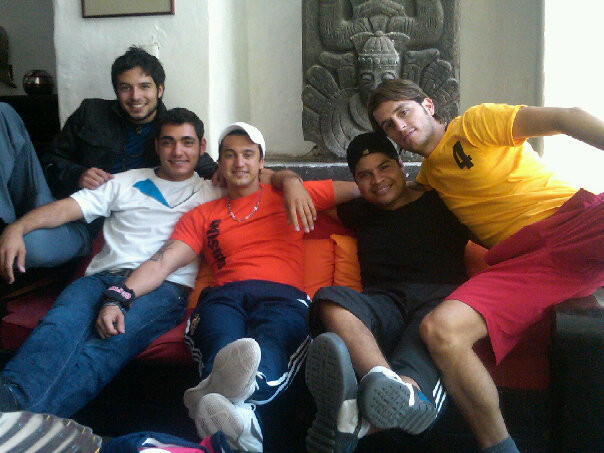
(der. a izq.) Menny, Napoleon, Sebastian, Óscar y Agustín.

El 6 de junio del 2010 se llevó a cabo la gran final de Segunda oportunidad, en los Estudios Churubusco, contando como inició una gran alfombra roja donde desfilaron los participantes del reality junto con el talento de TV Azteca. Conformado por 5 rondas dio inicio la gran final, en donde la primera canción interpretada por Menny y su equipo fue Que nivel de mujer de Luis Miguel, pasando a la siguiente ronda donde interpretaron en el género balada Regresa a mí de Il Divo, obteniendo calificaciones aceptables, siguiendo en competencia, llevándolos a interpretar en el género Duranguense de nuevo una de las canciones que ya había interpretado Menny, No soy el aire, forma parte ya de los dos últimos finalistas junto con el turquesa, llegó el momento de interpretar el género Mariachi donde cantaron No sé olvidar de Alejandro Fernández dando una estupenda interpretación y demostrando que se podían acoplar a la mayoría de los géneros. Tras una noche llena de emociones dieron inicio al reto acústico con la canción Aquí estoy yo de Luis Fonsi, con Menny abriendo la interpretación tocando el Violín y después darle seguimiento con el piano, Agustín con la guitarra, Sebastián con los cajones y Óscar con el bajo, lograron coronarse como los ganadores del reality, ganando como premio 2 millones de pesos.
Esa misma noche, Menny y sus compañeros dieron la noticia que Napoleón, quien había formado parte en un principio durante la transmisión de La Nueva Academia de este club, había decidió dedicar su carrera como solista dando paso a que el argentino Matías Aranda se integrara al grupo.

### Canciones interpretadas en Segunda oportunidad
| Concierto | 1                   | 2              | 3                                 | 4       | 5                     | 6              | 7                 | 8             | 9         | Semifinal     | Gran Final 5 Rondas                                                                          |
| --------- | ------------------- | -------------- | --------------------------------- | ------- | --------------------- | -------------- | ----------------- | ------------- | --------- | ------------- | -------------------------------------------------------------------------------------------- |
| Menny     | Ni rosa ni juguetes | Casate conmigo | Todo cambio (Version Duranguense) | Mientes | La Fuerza del Corazón | Suelta mi mano | Llorare las penas | Pedro Navajas | Amor Amor | Puedes Llegar | Que Nivel de Mujer, Regresa a mí, No soy el Aire(Duranguense), No se Olvidar y Aquí Estoy Yo |

## Carrera
Terminada la participación en el reality, Menny, ya siendo parte de su creado grupo musical "TOBBY", es invitado por parte de Dulce (quien formara parte del jurado en Segunda oportunidad), junto con Agustín, Sebastián y Oscar (compañeros de reality), a tener una participación especial en el concierto Mujeres mexicanas, cantantes asesinas realizado en el Auditorio Nacional, tiempo después, es invitado junto con sus compañeros de grupo a tener una participación en la telenovela Quiéreme tonto.
El 31 de julio, ya formando parte de TOBBY, el grupo comienza las grabaciones de su primer sencillo llamado Quiero amar, versión en español de Open Arms de Journey, en la cual Menny hizo su traducción. El videoclip de la canción, fue realizado en el Teatro Juárez de Guanajuato, se presentó por primera vez dentro de la telenovela mexicana Quiéreme tonto de TV Azteca.
El 16 de agosto de 2010, Menny, da a conocer a través de livechat en Twitter, que el primer disco de TOBBY será lanzado a principios de 2011.
El 23 de octubre del 2010, TOBBY, forma parte del repertorio para el Concierto EXA, donde se presentarían junto con artistas de grande talla como: Kylie Minogue, María José, Cristian Castro, Paty Cantú, Belinda, entre otros.
El 21 de junio del 2011, es lanzado oficialmente el primer material discográfico con el Grupo TOBBY titulado del mismo nombre, El disco fue grabado en los estudios Sonic Ranch Studios.

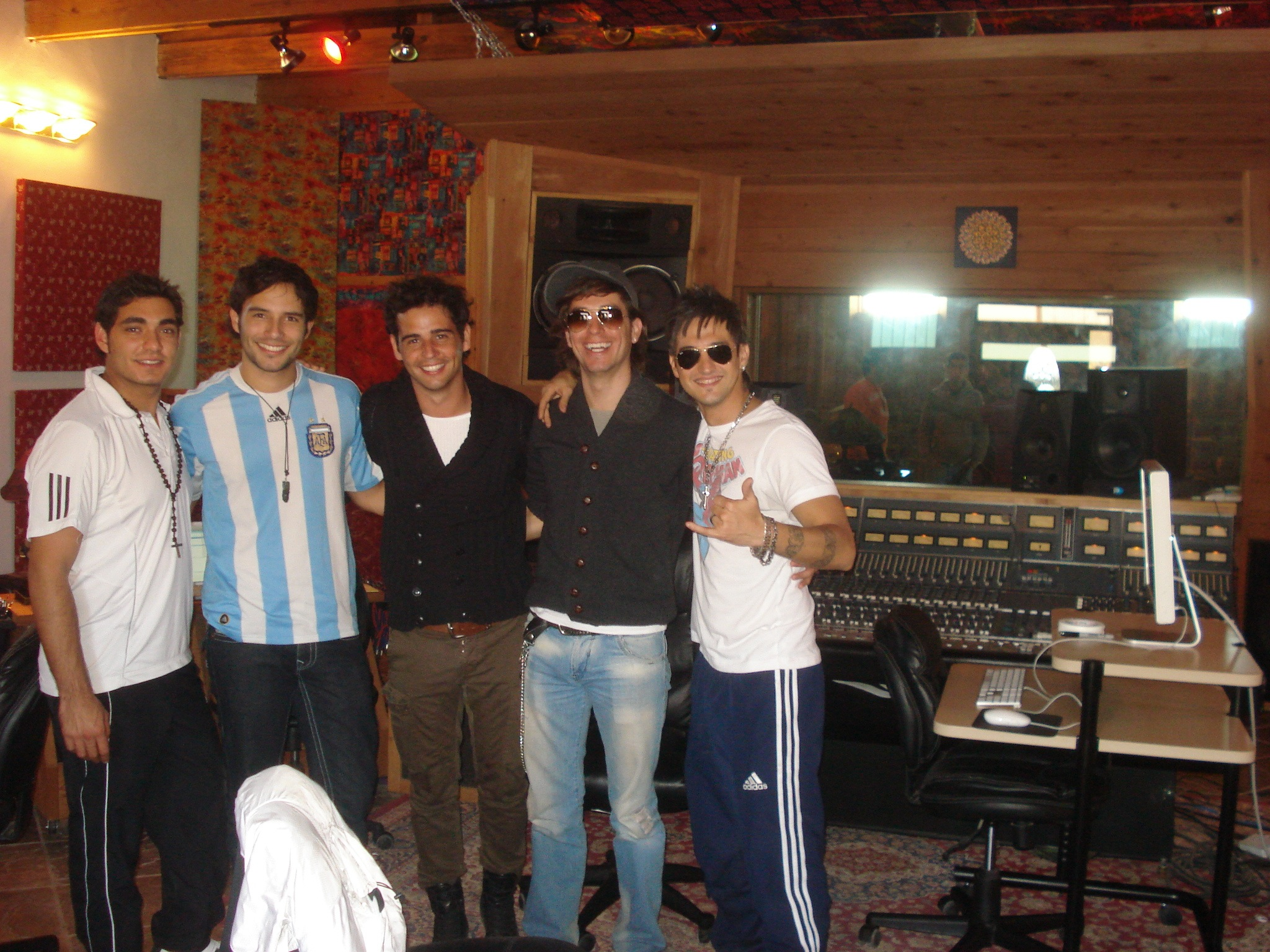
(der. a izq.) TOBBY en Sonic Ranch.

La coordinación general fue de Ricardo Robledo, los productores Emilio y Armando Ávila, quienes han hecho éxitos para Gloria Trevi, Aleks Syntek y Juan Carlos Calderón, quien hizo grandes hits para Luis Miguel, son algunos de los involucrados en la colección de letras y producción musical del álbum. También cuenta con canciones de grandes Maestros como Juan Carlos Calderón autor de Qué pecado de mujer, En el sencillo Más contaron con la inspiración de Reyli Barba para componerla, mientras que el primer sencillo promocional Déjalo, que es coautoría de Julio Ramírez (Reik) y Juan Carlos Moguel, cada uno tiene voz preponderante en una canción y en el resto se acoplan. Menny lidera en Solo tú y yo.
En 2016 Menny Carrasco es el encargado de la dirección musical del espectáculo en escena MYST Sountrack, mismo donde participa junto a los demás cantantes en un escenario.
Es hasta el año 2022 que Menny es invitado a formar parte de la edición del 20 aniversario de La Academia, producida por TV Azteca, siendo este el maestro principal de canto de los participantes, en 2024 repite como coach vocal para la generación.
Desde 2023, ha incursionado en su pódcast "#Music" a través de YouTube, en el que ha entrevistado a personalidades destacadas como Arturo López Gavito, Omar Chaparro, Ernesto Laguardia, Pedro Sola, María Inés Guerra, Kika Edgar, Mariana Seoane, entre otros.

## Colaboraciones
- Hablando de sueños banda sonora de la película Melted Hearts (2010).
- Televisión
- Participación especial en la telenovela Quiéreme tonto de TV Azteca (junto con la banda de los TOBBYS) (2010).
- La Academia 20 años - como maestro de canto (2022)[25]
- La rueda de la suerte - como copresentador (2023)[26]
- La Academia - maestro de canto (2024)[27]

## Discografía
- 2009: Hablando de sueños (como solista)

- 1. Dame lo que quiero
- 2. Que vas a querer de beber
- 3. Si volvemos a empezar
- 4. Por siempre
- 5. Hablando de sueños
- 6. Lo siento
- 7. Y te encontré
- 8. Y nunca te olvide
- 9. Solo se vive una vez
- 10. Ya casi te olvido
- 11. No sé vivir sin ti
- 12. Y regresó la lluvia

- 2011 (con TOBBY)

- 1. Quiero amar (Primer sencillo)
- 2. Déjalo (Segundo Sencillo)
- 3. Mi Quinto Elemento
- 4. Dónde Estarás
- 5. Miénteme
- 6. Cuéntame
- 7. Sólo tú y yo
- 8. Despiértame Ya
- 9. Que Pecado de Mujer
- 10. Nada es comparable a ti
- 11. Cúrame
- 12. Más
- 13. Tan solo si estás tú
- 14. Dime que sí